# Caisa Ederyd
Caisa Ederyd, född den 3 september 1987, är en svensk journalist, radioproducent och tidigare chefredaktör för VICE Sverige. 
Hon började som kulturskribent i London på Don't Panic Online. Hon har skrivit artiklar och producerat videor för Vice sedan 2012. Hon har tidigare varit producent för Hanna Hellquist, taxen Ines och Jörgen Lötgård i P3 och Morgonpasset i P3. Sedan 2020 är hon kanalproducent på Sveriges Radio P3.
Sedan 2024 är hon programledare och producent för podden Paradiso tillsammans med Ahmet Yaraman. Podden handlar om att optimera livet och utgångspunkten är frågan ”hur långt kan man gå i jakten på att bli sitt bästa jag?”.